# Rhaphiodon
Rhaphiodon  é um gênero botânico da família Lamiaceae.

## Espécie
Rhaphiodon echinus

## Nome e referências
Rhaphiodon Schau., 1844